# Glyphoglossus molossus
Glyphoglossus molossus är ett groddjur i familjen trångmynta grodor som förekommer i Sydostasien.
Utbredningsområde sträcker sig från Myanmar, Thailand, Laos och södra Vietnam till centrala Malackahalvön. Arten lever i låglandet och i kulliga regioner upp till 600 meter över havet. Den vistas i träskmarker och i fuktiga lövfällande skogar.
Exemplaren gömmer sig långa tider i jordhålor men kommer upp till ytan efter regn. Under skymningen hittas ibland stora grupper. Honor lägger sina ägg i pölar och de syns som ett skikt på vattenytan. Artens grodyngel lever nära pölens botten. Larvernas utveckling varar i genomsnitt 33 dagar.
Detta groddjur hotas av landskapsförändringar. Flera exemplar fångas för köttets skull. I begränsade regioner är arten utdöd. Enligt uppskattningar minskar hela populationen med 10 till 29 procent över tio år. IUCN listar arten som nära hotad (NT).